# Fushun (Kreis in Liaoning)
Der Kreis Fushun (抚顺县,  Fǔshùn xiàn) ist ein Kreis der bezirksfreien Stadt Fushun in der nordostchinesischen Provinz Liaoning. Er hat eine Fläche von 1.670 km² und zählt 83.125 Einwohner (Stand: Zensus 2020).

## Administrative Gliederung
Auf Gemeindeebene setzt sich der Kreis aus vier Großgemeinden und acht Gemeinden zusammen, davon zwei der Mandschu.　